# 전치사와 후치사
전치사와 후치사 혹은 부치사(附置詞, adposition)는 보조품사에 속하며 문법적 의미를 덧붙이는 말이다.

## 용어
전치사의 영어 낱말 preposition은 라틴어 낱말 prae(앞)와 ponere(놓다)에서 왔다.
우르두어, 힌디어, 한국어, 일본어를 포함한 일부 언어에서 같은 종류의 낱말들이 일반적으로 보어 뒤에 온다. 이를 표시하기 위해, 이것들을 후치사로 부른다.

## 예시
영어의 전치사로 of, in, on, at, from 등이 있다. 전치사 다음에 오는 명사, 대명사 또는 '명사 상당어구' 등을 '전치사의 목적어'라고 한다. 전치사는 목적어와 함께 전치사구를 이루며 문장 안에서 형용사 또는 부사의 역할을 한다.

## 같이 보기
- 관계명사